# 赫登山
赫登山（英語：Mount Hedden），是南極洲的山峰，位於毛德皇后地的瑪塔公主海岸，處於布拉特斯卡韋特山以北2公里，屬於斯維爾德魯普山脈的一部分，海拔高度1,515米，現時由南極條約體系管理。